# Eugénie Cotton
Eugénie Cotton   (Soubise, 13 d'octubre de 1881 - Sèvres, 16 de juny de 1967) fou una científica francesa i un activista dels drets de les dones. Fou membre fundadora i la primera presidenta de la Federació Democràtica Internacional de Dones. Fou premiada amb el Premi Lenin de la Pau entre els pobles el 1951 i la medalla d'or dels premis World Peace Council el 1961.
Es casà amb el seu col·lega científic Aimé Cotton el 1913.